# Don Stroud
Donald Lee Stroud (Honolulu, 1º settembre 1943) è un attore statunitense.

## Carriera
Nel 1976 affianca Brenda Vaccaro nel thriller Un violento week-end di terrore.

## Filmografia parziale

### Cinema
- Il club degli intrighi (Banning), regia di Ron Winston (1967)
- Assassinio al terzo piano (Games), regia di Curtis Harrington (1967)
- Squadra omicidi, sparate a vista! (Madigan), regia di Don Siegel (1968)
- 7 volontari dal Texas (Journey to Shiloh), regia di William Hale (1968)
- L'uomo dalla cravatta di cuoio (Coogan's Bluff), regia di Don Siegel (1968)
- Il clan dei Barker (Bloody Mama), regia di Roger Corman (1970)
- L'angelo scatenato (Angel Unchained), regia di Lee Madden (1970)
- Il Barone Rosso (Von Richthofen and Brown), regia di Roger Corman (1971)
- Tick... tick... tick... esplode la violenza (...tick...tick...tick...), regia di Ralph Nelson (1971)
- Joe Kidd, regia di John Sturges (1972)
- Un duro al servizio della polizia (Slaughter's Big Rip-Off), regia di Gordon Douglas (1973)
- Un magnifico ceffo da galera (Scalawag), regia di Kirk Douglas e Zoran Calic (1973)
- La gemma indiana (Murph the Surf), regia di Marvin J. Chomsky (1975)
- Un violento week-end di terrore (Death Weekend), regia di William Fruet (1976)
- I ragazzi del coro (The Choirboys), regia di Robert Aldrich (1977)
- Sudden Death, regia di Eddie Romero (1977)
- The Buddy Holly Story, regia di Steve Rash (1978)
- Il mio scopo è la vendetta (Search and Destroy), regia di William Fruet (1979)
- Amityville Horror, regia di Stuart Rosenberg (1979)
- Pazzi da legare (Armed and Dangerous), regia di Mark L. Lester (1986)
- 007 - Vendetta privata (Licence to Kill), regia di John Glen (1989)
- Twisted Justice, regia di David Heavener (1990)
- Il re dei kickboxers (The King of the Kickboxers), regia di Lucas Lowe (1991)
- Bersaglio speciale (Prime Target), regia di David Heavener e Phillip J. Roth (1991)
- Return to Frogtown, regia di Donald G. Jackson (1993)
- Dillinger and Capone, regia di Jon Purdy (1995)
- 2049 - L'ultima frontiera (Precious Find), regia di Philippe Mora (1996)
- Wild America, regia di William Dear (1997)
- Perdita Durango, regia di Álex de la Iglesia (1997)
- Preso di mira (Land of the Free), regia di Jerry Jameson (1998)
- Sutures, regia di Tammi Sutton (2009)
- Django Unchained, regia di Quentin Tarantino (2012)

### Televisione
- Il virginiano (The Virginian) – serie TV, 3 episodi (1966-1968)
- I sentieri del west (The Road West) – serie TV, episodio 1x24 (1967)
- I giorni di Bryan (Run for Your Life) – serie TV, episodio 3x15 (1967)
- The Outsider – serie TV, episodio 1x06 (1968)
- Le strade di San Francisco (The Streets of San Francisco) – serie TV, 2 episodi (1974)
- Mrs. Columbo – serie TV, 8 episodi (1979-1980)
- L'incredibile Hulk (The Incredible Hulk) – serie TV, episodio 4x17 (1981)
- Supercar (Knight Rider) - serie TV, episodio 1x04 (1982)
- La signora in giallo (Murder, She Wrote) – serie TV, episodio 1x18 (1985)
- Mike Hammer investigatore privato (Mike Hammer) – serie TV, 46 episodi (1984-1987)
- MacGyver – serie TV, episodio 4x18 (1989)
- Dragnet – serie TV, 14 episodi (1989-1991)

## Doppiatori italiani
Nelle versioni in italiano delle opere in cui ha recitato, Don Stroud è stato doppiato da:
- Massimo Turci in Assassinio al terzo piano, Squadra omicidi, sparate a vista!,  L'uomo dalla cravatta di cuoio
- Michele Kalamera ne Il clan dei Barker
- Gianfranco Bellini in Joe Kidd
- Luciano De Ambrosis in Un violento week-end di terrore
- Nino Prester in 007 - Vendetta privata
- Roberto Pedicini ne La signora in giallo
- Dante Biagioni in Django Unchained
- Stefano Mondini in Magnum P.I.